# Пивничное (Сумская область)
Пивничное (укр. Північне) — село,
Рябушковский сельский совет,
Лебединский район,
Сумская область,
Украина.
Код КОАТУУ — 5922988207. Население по переписи 2001 года составляло 55 человек .

## Географическое положение
Село Пивничное находится в 2,5 км от правого берега реки Ольшанка.
На расстоянии в 2 км расположены сёла Овдянское и Яроши, в 2,5 км — село Рябушки.
Рядом проходит железная дорога, станция Рябушки.